# Ta'xet
Dans la mythologie haïda, Ta'xet (ou Tā’xet) est le dieu de la mort violente. Il entretient une relation de dualisme avec son homologue Tia, déesse de la mort paisible.
En langue haïda, son nom est identique à celui du saumon rouge, tā’xet. Cette ressemblance n'est toutefois que superficielle, le nom du dieu provenant du tlingit ta hît (« maison du sommeil ») du fait de son lieu de résidence, une demeure céleste où vont tous ceux qui sont morts au combat ou assassinés. Selon la légende, le sentier qui y mène peut être aperçu en se tenant entre deux rochers émergeant de l'eau près du village de Skidegate.